# Tachina lurida
Tachina lurida är en tvåvingeart som först beskrevs av Fabricius 1781.  Tachina lurida ingår i släktet Tachina och familjen parasitflugor. Inga underarter finns listade i Catalogue of Life.